# Nawet jeśli rozetniesz mi usta...
Nawet jeśli rozetniesz mi usta... (jap. 口が裂けても君には Kuchi ga saketemo kimi ni wa) – manga autorstwa Akari Kajimoto, publikowana na łamach magazynu internetowego „Shōnen Jump+” wydawnictwa Shūeisha od listopada 2020 do grudnia 2023. W Polsce prawa do dystrybucji nabyło wydawnictwo Waneko.
Manga oparta jest na legendzie o Kuchisake-onnie, potwornej kobiecie z japońskiego folkloru, o której mówi się, że ma blizny po bokach ust.

## Fabuła
Miroku, osławiona yōkai znana z rozciętych ust, poczuła, że w ostatnich latach jej moce słabną wraz ze spadkiem wiary społeczeństwa w zjawiska nadprzyrodzone. Aby się uratować, musi zgodzić się na zaaranżowane małżeństwo z Koichim Sano, synem ludzkiej rodziny, której zadaniem jest pomaganie istotom nadprzyrodzonym. Miroku zawiera umowę z Koichim, że zaręczyny zostaną odwołane, jeśli uda jej się go przestraszyć przed jego osiemnastymi urodzinami, ale będzie musiała wziąć z nim ślub, jeśli się w nim zakocha.

## Publikacja serii
Manga była publikowana od 10 listopada 2020 do 19 grudnia 2023 w magazynie internetowym „Shōnen Jump+”. Wydawnictwo Shūeisha zebrało jej rozdziały w 11 tankōbonach, wydawanych od 4 marca 2021 do 4 kwietnia 2024.
W Polsce manga ukazuje się nakładem wydawnictwa Waneko.
| Nr | Język japoński   | Język japoński         | Język polski      | Język polski           |
| Nr | Data wydania     | ISBN                   | Data wydania      | ISBN                   |
| -- | ---------------- | ---------------------- | ----------------- | ---------------------- |
| 1  | 4 marca 2021     | ISBN 978-4-08-882619-6 | 18 stycznia 2024  | ISBN 978-83-8242-619-9 |
| 2  | 4 czerwca 2021   | ISBN 978-4-08-882668-4 | 18 marca 2024     | ISBN 978-83-8242-620-5 |
| 3  | 3 września 2021  | ISBN 978-4-08-882776-6 | 17 maja 2024      | ISBN 978-83-8242-621-2 |
| 4  | 3 grudnia 2021   | ISBN 978-4-08-882850-3 | 18 lipca 2024     | ISBN 978-83-8242-622-9 |
| 5  | 4 kwietnia 2022  | ISBN 978-4-08-883078-0 | 17 września 2024  | ISBN 978-83-8242-623-6 |
| 6  | 4 sierpnia 2022  | ISBN 978-4-08-883169-5 | 18 listopada 2024 | ISBN 978-83-8242-624-3 |
| 7  | 2 grudnia 2022   | ISBN 978-4-08-883359-0 | 20 stycznia 2025  | ISBN 978-83-8242-625-0 |
| 8  | 3 marca 2023     | ISBN 978-4-08-883477-1 | 19 marca 2025     | ISBN 978-83-8242-626-7 |
| 9  | 4 lipca 2023     | ISBN 978-4-08-883629-4 | 19 maja 2025      | ISBN 978-83-8242-627-4 |
| 10 | 2 listopada 2023 | ISBN 978-4-08-883741-3 | 18 lipca 2025     | ISBN 978-83-8242-628-1 |
| 11 | 4 kwietnia 2024  | ISBN 978-4-08-883761-1 | —                 |                        |

## Odbiór
Danny Guan z Game Rant umieścił serię na trzecim miejscu na liście najlepszych mang romantycznych, które zakończyły się w 2023 roku.